# Antiblemma fuscireticulata
Antiblemma fuscireticulata är en fjärilsart som beskrevs av William James Kaye 1901. Antiblemma fuscireticulata ingår i släktet Antiblemma och familjen nattflyn. Inga underarter finns listade i Catalogue of Life.